# Laphria dorsalis
Laphria dorsalis är en tvåvingeart som först beskrevs av De Geer 1776.  Laphria dorsalis ingår i släktet Laphria och familjen rovflugor. Inga underarter finns listade i Catalogue of Life.